# Planivolumetria

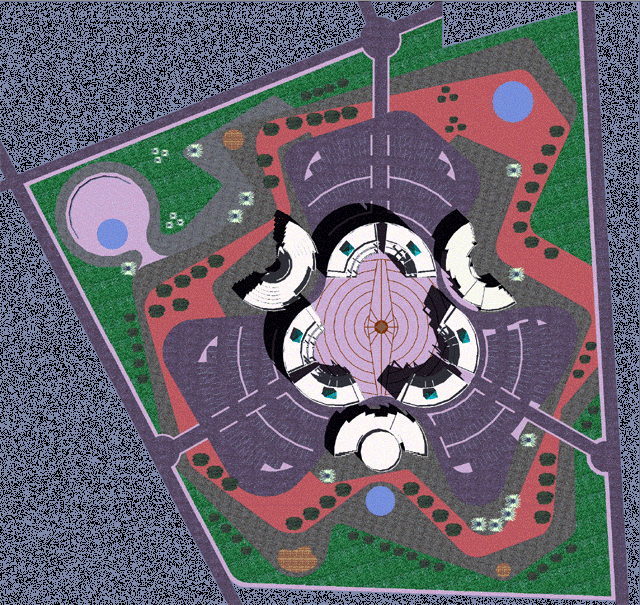
Esempio di una planivolumetria

Una rappresentazione viene definita planivolumetrica quando consente di farsi un'idea contemporaneamente sia della pianta o del prospetto dell'oggetto, che del suo volume (attraverso le ombre).
Una rappresentazione che fa uso di ombre, permette di comunicare un maggior numero di informazioni che il semplice disegno invece tralascerebbe. Il caso più comune è quello delle proiezioni ortogonali. Una sola proiezione ortogonale è spesso inadatta a far comprendere completamente come sia strutturato l'oggetto rappresentato. In questo caso la rappresentazione delle ombre può risultare determinante.